# 孔波斯特拉足球俱乐部
孔波斯特拉足球俱乐部(Sociedad Deportiva Compostela)是一支位於西班牙加利西亞自治區聖地亞哥-德孔波斯特拉的職業足球會，目前於西班牙皇家足協乙組聯賽角逐。

## 外部連結
- Official website （页面存档备份，存于）
- Futbolme team profile（页面存档备份，存于） （西班牙文）
- Club blog （页面存档备份，存于） （西班牙文）